# عزل الكربون

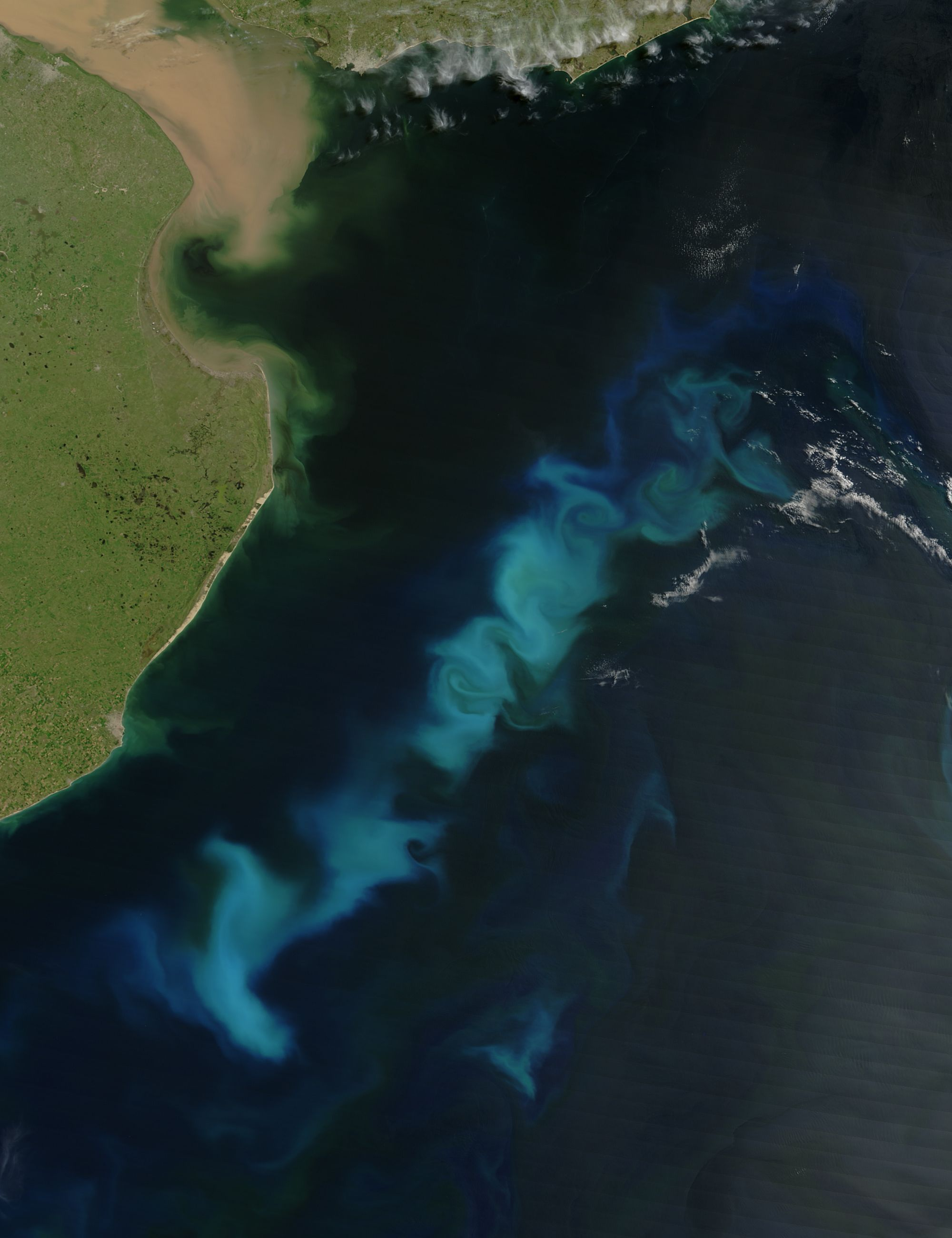

عزل الكربون أو إزالة غاز ثاني أكسيد الكربون هي عملية تشمل الإزالة أو الاحتجاز أو العزل الطويل الأمد لغاز ثاني أكسيد الكربون من الغلاف الجوي لإبطاء أو تخفيف تلوث الغلاف الجوي بغاز ثاني أكسيد الكربون وتخفيف أو إبطال ظاهرة الاحتباس الحراري.
يُحتَجز غاز ثاني أكسيد الكربون  من الغلاف الجوي بشكل طبيعي عن طريق عمليات حيوية وكيميائية وفيزيائية. يمكن تسريع تلك التغيرات من خلال تغيير استخدام الأرض والممارسات الزراعية، مثل تحويل الأراضي المخصصة لزراعة المحاصيل والرعي إلى أراضي زراعات غير غذائية (صناعية) سريعة النمو. ابتُكِرَت عمليات اصطناعية لإنتاج تأثيرات مماثلة، من بينها الاحتجاز الاصطناعي واسع النطاق، وعزل غاز ثاني أكسيد الكربون  المُنتَج صناعيًا وذلك باستخدام طبقات المياه الجوفية المالحة، والخزانات، ومياه المحيطات، وحقول النفط القديمة وغيرها من مصارف الكربون، وإنتاج الطاقة الحيوية مع احتجاز الكربون وتخزينه، والفحم الحيوي، وتغذية المحيط، والتجوية المعزَّزة، وجهاز تنقية ثاني أكسيد الكربون عند اقترانه بعملية التخزين.

## الوصف
عزل الكربون هو العملية التي تشمل احتجاز الكربون والتخزين طويل الأمد لثاني أكسيد الكربون الجوي وقد يشير تحديدًا إلى:
- «عملية إزالة الكربون من الغلاف الجوي وإيداعه في خزان».[6] قد يشار إليه عندما يُنفًّذ بشكل متعمد بإزالة ثاني أكسيد الكربون، وهو شكل من أشكال الهندسة المناخية.
- احتجاز الكربون وتخزينه، فيُزال ثاني أكسيد الكربون من غازات المداخن (على سبيل المثال: في محطات توليد الطاقة) قبل تخزينه في الخزانات الجوفية.
- الدورة البيوجيوكيميائية الطبيعية للكربون بين الغلاف الجوي والخزانات، مثل التجوية الكيميائية للصخور.

يمكن احتجاز ثاني أكسيد الكربون على شكل ناتج ثانوي نقي للعمليات المتعلقة بتكرير النفط أو من غازات مداخن محطات توليد الطاقة. يشمل عزل ثاني أكسيد الكربون  الجزء المتعلق بالتخزين في عملية احتجاز وتخزين الكربون، والتي تشير إلى الاحتجاز والعزل الاصطناعييَّن واسعَي النطاق لغاز ثاني أكسيد الكربون  المُنتَج صناعيًا باستخدام طبقات المياه الجوفية المالحة، والخزانات، ومياه المحيط، وحقول النفط القديمة، ومصارف الكربون الأخرى.
يعبّر عزل الكربون عن التخزين طويل الأمد لثاني أكسيد الكربون وأشكال الكربون الأخرى إما بهدف تخفيف أو تأجيل الاحتباس الحراري وتجنب حدوث تغير خطير في المناخ. اقتُرِح عزل الكربون كطريقة لإبطاء تراكم غازات الدفيئة في الغلاف الجوي والبحار، والتي تنطلق نتيجة احتراق الوقود الأحفوري.
تستغل بعض تقنيات عزل الكربون العمليات الطبيعية، بينما تستخدم بعضها عمليات اصطناعية بالكامل.
توجد ثلاثة طرق لتنفيذ عزل الكربون وهي الاحتجاز بعد الاحتراق (post-combustion capture)، والاحتجاز قبل الاحتراق (pre-combustion capture)، والاحتراق المؤكسَج (oxy-combustion). تُتَّبع مجموعة واسعة من تقنيات الفصل، بما في ذلك فصل الطور الغازي، الامتصاص في سائل (absorption into a liquid)، والادمصاص على مادة صلبة (adsorption on a solid)، بالإضافة إلى عمليات هجينة مثل أنظمة غشاء الادمصاص (adsorption\membrane systems). تحتجز العمليات أعلاه بشكل أساسي الكربون المُنبعِث من محطات توليد الطاق والمصانع وصناعات حرق الوقود وهلم جرّا.

## العمليات الحيوية
يؤثر العزل الحيوي أو عزل الكربون من خلال الطرق الحيوية على دورة الكربون في الكوكب، ومثال على ذلك التقلبات المناخية الكبيرة مثل حدث أزولا (Azolla event) الذي نشأ عنه المناخ القطبي الشمالي الحالي. نتج عن تلك العمليات الوقود الأحفوري بالإضافة إلى المركبات القفصية (clathrate compounds) والحجر الجيري. يسعى المهندسون المناخيون عن طريق التلاعب بتلك العمليات إلى تعزيز عزل الكربون.

### مستنقعات الخث
تلعب الرَخاخ (Peat bogs) دور مصارف للكربون نظرًا إلى تراكم الكتلة الحيوية المتحللة جزئيًا فيها والتي كان من المفترض أن تكمل تحللها بشكل تام. هناك تباين حول مقدار عمل مستنقعات الخث (peatlands) كمصارف للكربون أو كمصادر له، ويرتبط ذلك بتباين المناخات في مناطق مختلفة من العالم والأوقات المختلفة من السنة. يمكن زيادة كمية الكربون الذي تعزله الرخاخ عن طريق إنشاء رخاخ جديدة أو تعزيز الرخاخ الحالية.

### التحريج
التحريج هو إنشاء غابة في منطقة لم يكن فيها غطاء شجري سابق. إعادة التحريج هي إعادة زراعة الأشجار في أراضي المحاصيل والمراعي الهامشية لدمج الكربون الموجود في الغلاف الجوي على هيئة ثاني أكسيد الكربون في الكتلة الحيوية. لكي تنجح عملية عزل الكربون تلك يجب ألا يعود الكربون إلى الغلاف الجوي عند احتراق الأشجار أو تحللها بعد موتها. تحقيقًا لهذه الغاية، يجب ألا تُحوَّل الأراضي المخصصة للأشجار إلى استخدامات أخرى، وقد تكون إدارة تواتر الاضطرابات ضرورية لتجنب الأحداث المناخية المتطرفة. لذلك يجب عزل الكربون من «خشب» تلك الأشجار، على سبيل المثال من خلال إنتاج الفحم الحيوي، أو الطاقة الحيوية مع تخزين الكربون، أو دفنه في مدافن النفايات، أو «تخزينه» عن طريق استخدامه في أعمال البناء. تؤدي إعادة التشجير باستخدام أشجار تُعمر طويلًا (100 سنة) إلى عزل الكربون بشكل تدريجي خلال فترة طويلة، وهذا ما سيقلل من تأثير تلك الأشجار خلال أزمة الكربون المتوقعة في القرن الواحد والعشرين. وفقًا لأبحاث توم كروثر وآخرون، ما يزال هنالك مساحة كافية لزرع 1.2 تريليون شجرة إضافية. ستلغي هذه الكمية من الأشجار انبعاثات ثاني أكسيد الكربون  الصادرة في السنوات العشر الأخيرة وتحتجز 160 مليار طن من الكربون. تُنفِّذ حملة التريليون شجرة هذه الرؤية. وفقًا للأبحاث التي أُجريت في المعهد الفيدرالي السويسري للتكنولوجيا في زيوريخ، يمكن أن تؤدي استعادة جميع الغابات المتدهورة حول العالم إلى احتجاز قرابة 205 مليار طن من الكربون في المجموع (أي قرابة ثلثي إجمالي انبعاثات الكربون، وسيؤدي ذلك لخفض الاحتباس الحراري إلى أقل من 2 ْم).

### الحراجة الحضرية
تزيد الحراجة الحضرية كمية الكربون المُحتجزة في المدن عن طريق إضافة مواقع مُشجرة جديدة وتعزل الشجرة الكربون طيلة حياتها. تُطبق عمومًا على نطاقات صغيرة، مثل المدن. يمكن أن يكون للحراجة الحضرية نتائج مختلفة تبعًا لنوع الغطاء النباتي المستَخدَم، فيمكن أن تعمل كمصرف للكربون ولكن يمكن أيضًا أن تكون مصدرًا للانبعاثات. إلى جانب عزل النباتات للكربون (الذي يصعب قياسه ولكن يبدو أن له تأثير ضئيل على الكمية الاجمالية من ثاني أكسيد الكربون الممتصة)، يمكن أن يكون للغطاء النباتي تأثيرات غير مباشرة على الكربون عن طريق تقليل الحاجة إلى استهلاك الطاقة.